# Seeschlacht von Okpo
Die Seeschlacht von Okpo war eine Seeschlacht im Rahmen des Imjin-Kriegs. Sie fand am 16. Juni 1592 (29. Tag im 5. Monat nach dem chinesischen Lunisolarkalender) zwischen einer japanischen Seeflotte und der koreanischen Seeflotte vor der Küste der Insel Geojedo statt.

## Vorgeschichte
Als die japanische Armee unter Toyotomi Hideyoshi im Jahre 1592 ihren ersten Angriff zur Eroberung Koreas startete, traf sie auf einen Gegner, der sich zum größten Teil trotz deutlicher Vorzeichen nicht auf eine Invasion vorbereitet hatte. Die koreanischen Truppen waren schlecht ausgerüstet, ausgebildet und organisiert und wurden somit leichte Beute für die Invasoren. Innerhalb von nur zwanzig Tagen erreichten sie die Hauptstadt, die König Seonjo nach General Shin Rips Niederlage bei der Schlacht von Chungju bereits fluchtartig verlassen hatte, und auch weitere Kämpfe endeten mit der Niederlage der koreanischen Armee. Viele koreanische Kommandanten handelten in ihrer Panik überstürzt, noch bevor sie überhaupt Feindkontakt verzeichnen konnten; der Kommandant der Rechten Gyeongsang-Marinedivision, Won Gyun, zum Beispiel versenkte bis auf vier Schiffe seine gesamte Flotte und verschenkte somit die Chance, den Japanern einen möglicherweise empfindlichen Schlag zuzufügen.
Der Kommandeur der Linken Jeolla-Marinedivision, Yi Sun-sin, hingegen hatte sich seit über einem Jahr intensiv auf eine Invasion durch die Japaner vorbereitet. Obwohl er noch keine Erfahrung in der maritimen Kriegsführung besaß, hatte er die Stärken und Schwächen der Koreaner und der Japaner sorgfältig abgewogen und eine kleine, aber schlagkräftige Flotte aufgebaut, um die Japaner auf See zu schlagen und damit deren Landtruppen von ihren Versorgungslinien abzuschneiden. Am 11. Juni 1592 erhielt Yi Sun-sin schließlich vom König den Befehl, die feindliche Flotte anzugreifen. Er sandte Hilfegesuche an Won Gyun und den Admiral Yi Eok-gi aus und machte sich dann am 14. Juni auf die Suche nach dem Feind. Am darauffolgenden Tag traf sich Yi Sun-sin mit Yi Eok-gi und Won Gyun vor dem Hafen von Dangpo, wobei Won erheblich verspätet eintraf.
Ursprünglich versuchte die vereinigte koreanische Flotte die Japaner bei Kadok vorzufinden, doch Yi Sun-sins Kundschafter machten ein Geschwader von 50 Schiffen bei der Insel Geojedo aus, das die Umgebung des Seehafens Okpo plünderte und brandschatzte. Daraufhin beschloss Yi Sun-sin, zuerst diesen Verband zu vernichten und ließ daher Kurs auf Geojedo nehmen.

## Schlachtverlauf
Am 16. Juni erreichte die vereinte koreanische Flotte Geojedo, wo die japanische Flotte unter der Führung des Daimyos Tōdō Takatora nach wie vor vor Anker lag. Die Japaner sichteten die feindliche Flotte, und die Besatzungen hasteten sofort an Bord ihrer Schiffe. Die Japaner aber führten zu der Zeit noch keine schweren Geschütze mit sich, sondern verließen sich bei ihren Seegefechten zumeist auf direkte Enterangriffe und die Arkebusen, die die Soldaten als eine ihrer Primärwaffen einsetzten. Yi Sun-sin jedoch hatte nicht vor, dem Feind im Nahkampf zu begegnen, da er um dessen Stärke in diesem Bereich wusste, sondern verließ sich stattdessen auf eine starke Bewaffnung von Kanonen auf seinen Schlachtschiffen.
Als die Japaner die Anker lichteten und zum Angriff übergehen wollten, umzingelte Yi Sun-sin mit seiner Flotte den Feind mit einer horizontalen Linienformation und ließ das Feuer eröffnen. Der größeren Reichweite der koreanischen Geschütze hatten die Japaner nichts entgegenzusetzen; der Großteil ihrer Schiffe wurde vernichtet, bevor sie sich dem Feind überhaupt auf Musketenschussreichweite nähern konnten. Nur einem geringen Teil der japanischen Streitkräfte gelang es, sich ans Ufer und später zurück zu ihren Linien zu retten, während die Koreaner nicht ein einziges Schiff oder einen einzigen Mann verloren hatten.
Nach diesem Sieg verbrachte Yi-Sun-Sins Flotte die folgenden Tage auf See, um einen Gegenschlag der Japaner zu Land zu verhindern. Im Verlauf des restlichen und des nachfolgenden Tages traf die Flotte noch auf zwei kleinere Feindverbände bei Happo und Chokjinpo und versenkte in den darauffolgenden Scharmützeln weitere 16 von 18 Schiffen, bevor sie sich wieder zu Yi Sun-sins Basis auf Yeosu zurückzog.

## Auswirkungen
Der Sieg bei Okpo war der erste große Sieg, den die Armee von Chosun nach der Invasion und den raschen Erfolgen der Japaner an Land erzielte. Die Nachricht von dieser Niederlage wurde von den japanischen Truppenführern als derart katastrophal aufgefasst, dass man sie vor Hideyoshi zu verbergen suchte. Yi Sun-sin dagegen wurde aufgrund dieses überwältigenden Sieges und seiner späteren Erfolge schließlich zum Rang des „Oberbefehlshabers der Marine der Drei Provinzen“ (kor. 삼도수군통제사, 三道水軍統制使, Samdo Sugun Tongjesa), befördert, der speziell durch die Umstände des Krieges ins Leben berufen worden war.

## Heutige Zeit
Zur Erinnerung an den Sieg der Koreaner wurde 1996 der Okpo Great Victory Commemorative Park eröffnet. Im Okpo Memorial auf Koje erscheint auf einem Gemälde, welches die Schlacht bildlich darstellt, fälschlicherweise ein Geobukseon, was erst einige Zeit später in der Schlacht von Sacheon das erste Mal zum Einsatz kam.